# Coleophora infibulatella
Coleophora infibulatella é uma espécie de mariposa do gênero Coleophora pertencente à família Coleophoridae.